# 利韦里
利韦里（義大利語：Liveri），是意大利那不勒斯省的一个市镇。总面积2.63平方公里，人口1681人，人口密度639.2人/平方公里（2009年）。ISTAT代码为063040。